# Valle Alto
Valle Alto är en ort i Mexiko.   Den ligger i kommunen Veracruz och delstaten Veracruz, i den sydöstra delen av landet, 300 km öster om huvudstaden Mexico City. Valle Alto ligger 27 meter över havet och antalet invånare är 614.
Terrängen runt Valle Alto är platt. Runt Valle Alto är det ganska tätbefolkat, med 230 invånare per kvadratkilometer. Närmaste större samhälle är Veracruz, 10,0 km nordost om Valle Alto. Trakten runt Valle Alto består till största delen av jordbruksmark.